# Frank Hayes
Pour le jockey américain, voir Frank Hayes (jockey).
Frank Hayes, de son vrai nom Franklin Hayes est un acteur américain du cinéma muet de second plan né le 17 mai 1871 à San Francisco et décédé le 28 décembre 1923 à Hollywood. En raison de son décès précoce et de ses débuts tardifs au cinéma, il aura une carrière relativement courte.

## Biographie
Frank Hayes est un acteur de théâtre et de pantomime qui débute en 1898 et devient acteur de cinéma en 1914 en entrant à The Keystone Film Company dirigée par Mack Sennett où il tient de nombreux seconds rôles. Il débute aux côtés de Roscoe Arbuckle, Charlie Chaplin et Mabel Normand. Il est souvent employé dans l'équipe des Keystone Cops dont il est, à cause de sa physionomie particulière, un élément remarquable.
Son visage extrêmement mobile et ses mimiques particulièrement expressives correspondent parfaitement au jeu de l'acteur des films muets et sont exploitées dans les comédies burlesques de l'époque. Il joue en général des personnages bien plus âgés ; il a notamment à de très nombreuses reprises campé des rôles féminins en se travestissant.
Frank Hayes meurt en 1923 à l'âge de 52 ans des suites d'une pneumonie.

## Filmographie

### The Keystone Film Company
- 1914 A New York Girl de Mack Sennett (court métrage)
- 1914 Fatty roi nègre (That Minstrel Man) de Fatty (court métrage)
- 1914 Fatty et Mabel à la campagne (Those Country Kids) de Fatty (court métrage)
- 1914 Lover's Luck (en) de Roscoe Arbuckle (court métrage)
- 1914 Charlot concierge (The New Janitor) de Charlie Chaplin (court métrage)
- 1914 Fatty Again de Fatty (court métrage)
- 1914 Charlot déménageur (His Musical Career) de Charles Chaplin (court métrage) : Mr. Poor
- 1914 His Talented Wife de Mack Sennett (court métrage) : Mr. Poor
- 1914 Charlot papa (His Trysting Place) de Charles Chaplin (court métrage) : l'homme au chapeau melon (non crédité)
- 1914 How Heroes Are Made de Charley Chase (court métrage) : le père du rival
- 1914 Fatty et son sosie (en) (Fatty's Jonah Day) de Fatty (court métrage)
- 1914 Fatty fait des fredaines (Fatty's Wine Party) de Fatty (court métrage)
- 1914 Leading Lizzie Astray de Fatty (court métrage)
- 1914 Fatty chez les peaux rouges (Fatty and Minnie He-Haw) de Roscoe Arbuckle (court métrage) : le vieil homme au saloon
- 1914 Their Fatal Bumping de Charley Chase (court métrage)
- 1915 Rum and Wall Paper de Charles Avery (court métrage)
- 1915 Hogan's Mussy Job de Charles Avery (court métrage)
- 1915 Fatty et Mabel visitent l'exposition (en) (Fatty and Mabel at the San Diego Exposition) de Roscoe Arbuckle (court métrage)
- 1915 Mabel épouse Fatty (Mabel, Fatty and the Law) de Roscoe Arbuckle (court métrage)
- 1915 Le Neveu de Fatty (en) (Fatty's New Role) de Roscoe Arbuckle (court métrage) (non crédité)
- 1915 Hogan's Romance Upset (en) de Charles Avery (court métrage)
- 1915 Hogan Out West de Charles Avery (court métrage)
- 1915 Les Tribulations de Fatty (Fatty's Reckless Fling) de Roscoe Arbuckle (court métrage) : le joueur de carte
- 1915 Fatty fait une conquête (Fatty's Chance Acquaintance) de Roscoe Arbuckle (court métrage) : un flic
- 1915 Beating Hearts and Carpets d'Edwin Frazee (court métrage)
- 1915 Fatty et Mabel à l'opéra (en) (That Little Band of Gold) de Roscoe Arbuckle (court métrage) (non crédité)
- 1915 Le Chien de Fatty (en) (Fatty's Faithful Fido) de Roscoe Arbuckle (court métrage) (non crédité)
- 1915 Fatty aviateur (en) (When Love Took Wings) de Roscoe Arbuckle (court métrage) : le père
- 1915 Droppington's Family Tree de Dell Henderson (court métrage)
- 1915 : Their Social Splash d'Arvid E. Gillstrom et F. Richard Jones (court métrage) : le père
- 1915 He Wouldn't Stay Down de Charley Chase (court métrage) : l'agent d'assurance
- 1915 Mabel institutrice (The Little Teacher) de Mack Sennett (court métrage) (non crédité)
- 1915 Dirty Work in a Laundry de Charley Chase (court métrage)
- 1915 Fatty teinturier (Fatty's Tintype Tangle) de Roscoe Arbuckle (court métrage) : le chef de la police
- 1915 A Rascal's Foolish Way de F. Richard Jones et Mack Sennett (court métrage) : le père de Mae
- 1915 A Favorite Fool d'Edwin Frazee (court métrage)
- 1915 Stolen Magic de Mack Sennett (court métrage)
- 1915 Fatty au théâtre (Fatty and the Broadway Stars) de Roscoe Arbuckle (court métrage)
- 1916 Fatty et Mabel à la mer (Fatty and Mabel Adrift) de Roscoe Arbuckle (court métrage) : le père de Mabel
- 1916 A Movie Star de Fred Hibbard (court métrage)
- 1916 Fido's Fate de Frank Griffin (court métrage)
- 1916 His Pride and Shame de Charley Chase et Ford Sterling (court métrage)
- 1916 Better Late Than Never Frank Griffin (court métrage)
- 1916 The Village Vampire d'Edwin Frazee (court métrage)
- 1916 A Bath House Blunder de Dell Henderson (court métrage) : le père
- 1916 Her Marble Heart de F. Richard Jones (court métrage)
- 1916 Bath Tub Perils d'Edwin Frazee (court métrage)
- 1916 Madcap Ambrose de Fred Hibbard (court métrage)
- 1916 His Busted Trust d'Edward F. Cline (court métrage)
- 1916 A Scoundrel's Toll de Glen Cavender (court métrage)
- 1917 Her Torpedoed Love de Frank Griffin (court métrage)
- 1917 She Needed a Doctor de F. Richard Jones (court métrage)
- 1917 His Uncle Dudley de F. Richard Jones (court métrage)

### Divers
- 1918 Who's Your Father? de Tom Mix (court métrage) Toothless Belle (non crédité)
- 1918 A Tight Squeeze de Jack White (court métrage)
- 1918 A Hoosier Romance de Colin Campbell : le veuf
- 1918 The Yellow Dog Jones de Colin Campbell
- 1918 When Do We Eat? de Fred Niblo : Martin Grubb
- 1919 Jane Goes A' Wooing Wicks de George Melford
- 1919 Never Too Old de F. Richard Jones (court métrage) (non crédité)
- 1919 Yankee Doodle in Berlin de F. Richard Jones : la femme effrayante (non crédité)
- 1919 Fatty rival de Picratt (Love) de Roscoe Arbuckle (court métrage) Frank, le père de Winnie
- 1919 After His Own Heart de Harry L. Franklin (en) : Vincent
- 1919 His Home Sweet Home de Larry Semon (court métrage) un membre de la famille
- 1919 : La Petite Institutrice (Cupid Forecloses) de David Smith : Oliver Brown
- 1919 The Simple Life de Larry Semon (court métrage) : un officier de police
- 1919 Dew Drop Inn de Larry Semon (court métrage) la directrice
- 1919 Hawthorne of the U.S.A. (en) de James Cruze : un gardien du palais (non crédité)
- 1919 The Grocery Clerk de Larry Semon (court métrage) une cliente
- 1920 Seeing It Through de Claude Mitchell : Bolter
- 1920 School Days de Larry Semon, Norman Taurog et Mort Peebles (court métrage)
- 1920 The Tough Tenderfoot de Martin Murphy (court métrage)
- 1920 A Prohibition Monkey de William Campbell (court métrage)
- 1920 Zigoto garçon de théâtre (The Stage Hand) de Larry Semon et Norman Taurog (court métrage) la cantatrice
- 1921 Le Carnet rouge (The Killer) de Jack Conway et Howard C. Hickman : Windy Smith
- 1921 The Hick de Larry Semon et Norman Taurog (court métrage) : un client du cabaret
- 1921 Le Secret du sarcophage (The Lure of Egypt) de Howard C. Hickman : Abdul
- 1921 Man of the Forest de Howard C. Hickman : Los Vegas
- 1921 Sunless Sunday de Charles Reisner (court métrage)
- 1921 The Mysterious Rider de Benjamin B. Hampton (en) : 'Smokey Joe' Lem Billings
- 1922 Don't Be Foolish de  Billy West (court métrage) : Lydia Pinkham
- 1922 When Romance Rides (en) de Jean Hersholt et Eliot Howe : Dr. Binks
- 1922 Golden Dreams de Benjamin B. Hampton (en) : le Clown
- 1922 Heart's Haven de Benjamin B. Hampton (en) : Pynch
- 1922 The Old Homestead (en) de James Cruze : Si Prime
- 1923 Vanity Fair (en) d'Hugo Ballin : Mr. Wenham
- 1923 The Barnyard de Larry Semon (court métrage) : la femme du fermier
- 1923 Double Dealing de Henry Lehrman : le shérif
- 1923 The Gown Shop de Larry Semon (court métrage) : une femme dans le public
- 1923 Souls in Bondage de William H. Clifford
- 1924 Les Rapaces (Greed) d'Erich von Stroheim : Charles W. Grannis (non crédité)